# راجر کلارک
راجر کلارک (انگلیسی: Roger Clark؛ زادهٔ ژوئیه ۱۴, ۱۹۷۸) هنرپیشه و صداپیشه اهل ایالات متحده آمریکا است. وی از سال ۲۰۰۰ میلادی تاکنون مشغول فعالیت بوده‌است.او برای صداپیشگی آرتور مورگان در رد دد ریدمپشن ۲ موفق به دریافت جایزه بهترین صداپیشگی بازی های ویدیویی را از آن خود کرد.
اصلی ترین هنرنمایی او در بازی رد دد ریدمپشن 2 در نقش آرتور مورگان بوده است.

## اوایل زندگی
کلارک از مادری ایرلندی و از پدری امریکایی-ایرلندی در نیوجرسی ایالات متحده،در تاریخ 14 ژوئیه 1978 متولد شد.هنگامی که دوازده ساله بود همراه با خانواده اش به اسلایگو ایرلند مهاجرت کرد.او بعد ها برای تحصیل در رشته تئاتر،رسانه و دراما به ولز مهاجرت کرد.بعد از چندین سال زندگی و دنبال کردن حرفه در لندن،او در اوایل دهه 2010 به نیویورک نقل مکان کرد.

## زندگی شخصی
کلارک دارای دو تابعیت آمریکایی و ایرلندی است.او با همسر خود مولی،در تاریخ 25 اوریل 2014 ازدواج کرد.آن ها دو بچه به نام های رواری و کولین (به انگلیسی:Ruari,Colin) دارند.کولین فرزند بزرگتر،در طیف اوتیسم قرار دارد.

## جوایز و افتخارات
| سال  | جایزه                        | دسته بندی                         | کار            | نتیجه     |
| ---- | ---------------------------- | --------------------------------- | -------------- | --------- |
| 2018 | گیم اواردز                   | بهترین عملکرد                     | رد دد ردمپشن 2 | برنده شده |
| 2019 | نیویورک گیم اواردز           | بهترین بازیگری در یک بازی ویدئویی | رد دد ردمپشن 2 | نامزد شده |
| 2019 | NAVGTR Awards                | عملکرد در یک نمایش                | رد دد ردمپشن 2 | نامزد شده |
| 2019 | D.I.C.E. Awards              | دستاورد برجسته در شخصیت پردازی    | رد دد ردمپشن 2 | نامزد شده |
| 2019 | British Academy Games Awards | اجرا کننده                        | رد دد ردمپشن 2 | نامزد شده |